# 732-й военный завод
732-й военный завод — государственное предприятие военно-промышленного комплекса Украины, которое осуществляет диагностику, ремонт и техническое обслуживание специальной автомобильной техники советского производства.

## История
После провозглашения независимости Украины, завод был передан в ведение министерства обороны Украины.
27 июля 1998 года завод был внесён в перечень предприятий, имеющих стратегическое значение для экономики и безопасности Украины.
В 1999 году завод был внесён в перечень предприятий военно-промышленного комплекса Украины, освобождённых от уплаты земельного налога (размер заводской территории составлял 20,24 га).
После создания в 2005 году государственного концерна «Техвоенсервис», завод был включён в состав концерна. 8 декабря 2006 года Кабинет министров Украины принял постановление № 1696, в соответствии с которым завод был исключён из перечня предприятий, имеющих стратегическое значение для экономики и безопасности Украины.
В 2008 году завод был способен выполнять ремонт:
- шнекороторного снегоочистителя Д-902 на базе «Урал-375»[1]
- аэродромной комбинированной поливочно-моющей машины АКПМ-3 на базе ЗИЛ-130[1]
- унифицированного моторного подогревателя УМП-300/130 на базе ЗИЛ-131[1]
- электрогидроустановки ЭГУ-50/210 на базе ЗИЛ-131[1]
- электрогидроустановки ЭГУ-17/210 на базе ГАЗ-66[1]
- установки для проверки гидросистемы УПГ-300[1]
- помывочно-нейтрализационной машины 8Т-311 на базе ЗИЛ-131[1]
- тепловой машины ТМ-59 на самоходном гусеничном шасси Д-452 с двигателями ВК-14 и РД-45[1]
- унифицированной газозарядной станции УГЗС-М на базе ЗИЛ-131[1]
- унифицированного подогревателя двигателя УПМ-350 на базе ЗИЛ-131[1]
- воздухозаправщика 5Л-94 на шасси 2-ПН-4[1]
- тепловой гололёдной машины ТМГ-3А на базе «Урал-375»[1]
- широкороторного снегоочистителя ДЕ-226 на базе «Урал-4320»[1]

В августе 2010 года депутаты Винницкого городского совета приняли решение: в 2011 и 2012 годы освободить завод от выплаты земельного налога в связи со сложным экономическим положением завода, а администрация завода приняла решение передать в коммунальную собственность ведомственный детский сад завода. 9 сентября 2010 года здание детского сада № 78 было передано в коммунальную собственность.
После создания в декабре 2010 года государственного концерна «Укроборонпром», в 2011 году завод вошёл в состав концерна.
По состоянию на начало 2013 года, завод практически не работал, основным источником дохода являлась арендная плата (мощности и территорию 732-го завода арендовали 23 структуры).
5 марта 2013 года было объявлено о намерении правительства Украины объединить 45-й экспериментальный механический завод и 732-й завод, что вызвало обеспокоенность у работников 732-го завода
7 июня 2013 года был подписан Меморандум о сотрудничестве между ГК «Укроборонпром», администрацией завода, Винницкой государственной областной администрацией и Винницким городским советом, в соответствии с которым с целью ускорения реструктуризации предприятий министерства обороны принято решение о объединении двух государственных предприятий: 45-го экспериментального механического завода и 732-го завода.
Предприятием освоен выпуск продукции гражданского назначения — мусоровоза МСК-323